# An Thạnh, Bến Lức
An Thạnh là một xã thuộc huyện Bến Lức, tỉnh Long An, Việt Nam.

## Địa lý
Xã An Thạnh có vị trí địa lý:
- Phía đông giáp xã Tân Bửu và xã Thanh Phú
- Phía tây giáp xã Bình Đức và xã Lương Hòa
- Phía nam giáp thị trấn Bến Lức và xã Thạnh Đức
- Phía bắc giáp xã Lương Hòa và xã Tân Bửu.

Xã An Thạnh có diện tích 28,23 km², dân số năm 2022 là 22.206 người, mật độ dân số đạt 786 người/km².

## Hành chính
Xã An Thạnh được chia thành 7 ấp: 1A, 1B, 2, 3, 4, 5, 6.

## Lịch sử
Ngày 24 tháng 10 năm 2024, Ủy ban Thường vụ Quốc hội ban hành Nghị quyết số 1244/NQ-UBTVQH15 về việc sắp xếp đơn vị hành chính cấp xã của tỉnh Long An giai đoạn 2023 – 2025 (nghị quyết có hiệu lực từ ngày 1 tháng 12 năm 2024). Theo đó, sáp nhập 2,70 km² diện tích tự nhiên và quy mô dân số là 1.011 người của xã Tân Hòa còn lại vào xã An Thạnh.
Xã An Thạnh có 28,23 km² diện tích tự nhiên và quy mô dân số là 22.206 người.